# Persone di nome Joseph/Cestisti
| Questa pagina contiene informazioni ricavate automaticamente dalle voci biografiche con l'ausilio del template Bio e di un bot. L'aggiornamento è periodico e automatico e ricostruisce completamente la pagina. Se manca una persona in questa lista, sei pregato di non aggiungerla, ma accertati piuttosto che la sua voce biografica contenga il template Bio e che i dati anagrafici siano correttamente compilati. Se il template Bio manca, inseriscilo tu stesso o, in alternativa, metti l'avviso {{tmp\|Bio}} che ne segnala la mancanza. Se i dati riportati sono sbagliati, correggi direttamente la voce biografica; le modifiche saranno visibili in questa lista entro pochi giorni. Per chiarimenti vedi il progetto antroponimi. La lista contiene solo le 98 persone che sono citate nell'enciclopedia e per le quali è stato implementato correttamente il template Bio. Pagina aggiornata al 6 mag 2025. |

Questa è una lista di persone presenti nell'enciclopedia che hanno il nome Joseph e sono cestisti.

## A(2)
- Joe Arlauckas, ex cestista statunitense (Rochester, n. 1965)
- J.J. Avila, cestista statunitense (McAllen, n. 1991)

## B(9)
- Joey Beard, ex cestista statunitense (Fairfax, n. 1975)
- Joe Belmont, cestista e allenatore di pallacanestro statunitense (Filadelfia, n. 1934 - Filadelfia, † 2019)
- Joseph Blair, ex cestista e allenatore di pallacanestro statunitense (Akron, n. 1974)
- Joe Bradley, cestista statunitense (Washington, n. 1928 - † 1987)
- Joe Brennan, cestista e allenatore di pallacanestro statunitense (Brooklyn, n. 1900 - New York, † 1989)
- Joe Bryant, cestista e allenatore di pallacanestro statunitense (Filadelfia, n. 1954 - Filadelfia, † 2024)
- Joe Buckhalter, cestista e allenatore di pallacanestro statunitense (Chicago, n. 1937 - † 2013)
- Joe Bunn, ex cestista statunitense (New York, n. 1975)
- Joe Burton, cestista statunitense (Soboba, n. 1990)

## C(10)
- Joe Caldwell, ex cestista statunitense (Texas City, n. 1941)
- Joe Camic, cestista statunitense (Youngstown, n. 1922 - Duquesne, † 2011)
- Keith Carter, ex cestista statunitense (Morrilton, n. 1976)
- Joe Chealey, cestista statunitense (Orlando, n. 1995)
- Joe Colone, cestista statunitense (Berwick, n. 1924 - Woodbury, † 2009)
- Joe Cooke, cestista statunitense (n. 1948 - Dallas, † 2006)
- Joe Cooper, ex cestista statunitense (Houston, n. 1957)
- Joe Courtney, ex cestista statunitense (Jackson, n. 1969)
- Joe Crawford, ex cestista statunitense (Detroit, n. 1986)
- Joe Crispin, ex cestista e allenatore di pallacanestro statunitense (Pitman, n. 1979)

## D(5)
- Joe Dabbert, ex cestista statunitense (Denver, n. 1981)
- Joe Dawson, ex cestista statunitense (Tuscaloosa, n. 1960)
- Joe DeSantis, ex cestista e allenatore di pallacanestro statunitense (New York, n. 1957)
- Joseph Diandy, ex cestista senegalese (n. 1950)
- Joe Dolhon, cestista statunitense (Yonkers, n. 1927 - Yonkers, † 1981)

## E(1)
- Joe Ellis, ex cestista statunitense (Oakland, n. 1944)

## F(5)
- Joe Fabel, cestista statunitense (Cleveland, n. 1917 - Pittsburgh, † 1967)
- Joseph Forte, ex cestista statunitense (Atlanta, n. 1981)
- Joe Fortenberry, cestista statunitense (Slidell, n. 1911 - Amarillo, † 1993)
- Joe Fulks, cestista statunitense (Birmingham, n. 1921 - Eddyville, † 1976)
- Joe Furstinger, cestista statunitense (Rancho Santa Margarita, n. 1996)

## G(4)
- Jo Jo Garcia, ex cestista e allenatore di pallacanestro statunitense (Las Vegas, n. 1975)
- Joseph Gomis, ex cestista e allenatore di pallacanestro francese (Évreux, n. 1978)
- Joe Graboski, cestista statunitense (Chicago, n. 1930 - Columbus, † 1998)
- Joey Graham, ex cestista statunitense (Wilmington, n. 1982)

## H(6)
- Joe Hamood, cestista statunitense (n. 1943 - Dearborn, † 1970)
- Joe Hassett, ex cestista statunitense (Providence, n. 1955)
- Joe Hatton, cestista portoricano (Ponce, n. 1948 - † 2022)
- Joe Holland, cestista statunitense (Birmingham, n. 1925 - Charleston, † 2010)
- Joe Holup, cestista e allenatore di pallacanestro statunitense (Swoyersville, n. 1934 - Rexford, † 1998)
- Joe Hutton, cestista e allenatore di pallacanestro statunitense (Excelsior, n. 1928 - Bloomington, † 2009)

## I(3)
- Joe Ikhinmwin, ex cestista britannico (Londra, n. 1987)
- Joe Ingles, cestista australiano (Adelaide, n. 1987)
- Joe Isaac, ex cestista e allenatore di pallacanestro statunitense (New York, n. 1943)

## J(3)
- Joe Jackson, ex cestista statunitense (Memphis, n. 1992)
- Joe Johnson, ex cestista statunitense (Little Rock, n. 1981)
- Joseph Jones, ex cestista statunitense (Normangee, n. 1986)

## K(4)
- Joe Kennedy, ex cestista statunitense (n. 1947)
- Joe Kleine, ex cestista statunitense (Colorado Springs, n. 1962)
- Joe Kopicki, ex cestista statunitense (Warren, n. 1960)
- Joe Krabbenhoft, ex cestista e allenatore di pallacanestro statunitense (Sioux Falls, n. 1987)

## L(5)
- Joe Lapchick, cestista e allenatore di pallacanestro statunitense (Yonkers, n. 1900 - Monticello, † 1970)
- Joe Lawson, cestista statunitense (Indianapolis, n. 1992)
- Joe Leson, cestista statunitense (Canonsburg, n. 1912 - Los Angeles, † 1967)
- Trey Lewis, cestista statunitense (Garfield Heights, n. 1992)
- Jo Lual-Acuil, cestista sudsudanese (Wau, n. 1994)

## M(6)
- Joe McNaull, ex cestista statunitense (Miami, n. 1972)
- Joey Meyer, cestista e allenatore di pallacanestro statunitense (Chicago, n. 1949 - Hinsdale, † 2023)
- Joseph Mobio, cestista italiano (Guidonia Montecelio, n. 1998)
- Joe Mullaney, cestista e allenatore di pallacanestro statunitense (Long Island, n. 1925 - Providence, † 2000)
- Ed Mullen, cestista e allenatore di pallacanestro statunitense (Fond du Lac, n. 1913 - San Francisco, † 1988)
- Joe Murray, ex cestista statunitense (Bronx, n. 1967)

## O(1)
- Joseph Owona, ex cestista camerunese (Yaoundé, n. 1976)

## P(3)
- Joe Pace, ex cestista statunitense (New Brunswick, n. 1953)
- Joe Patanelli, cestista statunitense (Elkhart, n. 1919 - Elkhart, † 1998)
- Scoop Posewitz, cestista statunitense (Sheboygan, n. 1908 - Sheboygan, † 1993)

## R(4)
- Joe Ragland, cestista statunitense (West Springfield, n. 1989)
- Chick Reiser, cestista e allenatore di pallacanestro statunitense (New York, n. 1914 - Destin, † 1996)
- Joe Roberts, cestista e allenatore di pallacanestro statunitense (Columbus, n. 1936 - Oakland, † 2022)
- Joe Ruklick, cestista statunitense (Chicago, n. 1938 - † 2020)

## S(11)
- Joe Scott, cestista statunitense (n. 1916 - Pepper Pike, † 1971)
- Casey Shaw, ex cestista e allenatore di pallacanestro statunitense (Lebanon, n. 1975)
- Joe Shipp, ex cestista statunitense (Los Angeles, n. 1981)
- Joe Smith, ex cestista statunitense (Norfolk, n. 1975)
- Joe Smith, ex cestista statunitense (New Orleans, n. 1977)
- Joe Smyth, cestista statunitense (New York, n. 1929 - Montauk, † 1999)
- Joe Sotak, cestista statunitense (Whiting, n. 1914 - Whiting, † 1984)
- Joe Stack, cestista statunitense (Whiting, n. 1912 - East Chicago, † 1954)
- Joe Stephens, ex cestista statunitense (Riverside, n. 1973)
- Joe Stratton, cestista statunitense (Ridgewood, n. 1931)
- Joe Stulac, cestista canadese (Etobicoke, n. 1935 - Toronto, † 2001)

## T(2)
- Joe Thomas, ex cestista statunitense (Canton, n. 1948)
- Joe Trapani, ex cestista statunitense (Madison, n. 1988)

## U(1)
- Joe Urso, cestista e allenatore di pallacanestro statunitense (Sharpsburg, n. 1916 - Hamilton, † 1991)

## V(2)
- Joseph Vandevondel, cestista belga (n. 1918)
- Joe Vogel, ex cestista statunitense (North Platte, n. 1973)

## W(9)
- Guillermo Wagner, cestista messicano (Colonia Dublán, n. 1934 - † 1993)
- Donnie Walsh, ex cestista, allenatore di pallacanestro e dirigente sportivo statunitense (New York, n. 1941)
- Joe Ward, ex cestista statunitense (Barnesville, n. 1963)
- Joe Whelton, ex cestista e allenatore di pallacanestro statunitense (East Hartford, n. 1956)
- Jo Jo White, cestista e allenatore di pallacanestro statunitense (St. Louis, n. 1946 - Boston, † 2018)
- Joe Wieskamp, cestista statunitense (Muscatine, n. 1999)
- Joe Wolf, cestista e allenatore di pallacanestro statunitense (Kohler, n. 1964 - † 2024)
- Joby Wright, ex cestista e allenatore di pallacanestro statunitense (n. 1950)
- Joe Wylie, ex cestista statunitense (Washington, n. 1968)

## Y(1)
- Joe Young, cestista statunitense (Houston, n. 1992)

## Z(1)
- Joseph Zakar, ex cestista egiziano (Aleppo, n. 1938)